# Wilsdruff
Wilsdruff − miasto w Niemczech, w kraju związkowym Saksonia, w powiecie Sächsische Schweiz-Osterzgebirge. W 2009 miasto liczyło 13 671 mieszkańców. Do 31 lipca 2008 Willsdruff należało do powiatu Weißeritz. Do 29 lutego 2012 miasto należało do okręgu administracyjnego Drezno.

## Zabytki
- Ratusz(inne języki) z 1755 r., przyozdobiony herbem Augusta III (I Rzeczypospolitej), zbudowany w stylu rokokowym według projektu Jana Krzysztofa Knöffela, przebudowany w 1897 r. w stylu neorenesansowym
- Słup dystansowy z 1730 r. z herbami Polski i Saksonii oraz monogramem króla Augusta II Mocnego na Rynku (częściowo zrekonstruowany)
- Słup półmilowy z 1723 r. z monogramem króla Augusta II w dzielnicy Grumbach(inne języki)
- Zamek z XVII w.
- Kościół św. Jakuba(inne języki) z XII w. - najstarszy romański kościół w Saksonii
- Kościół św. Mikołaja(inne języki) z XIX w.

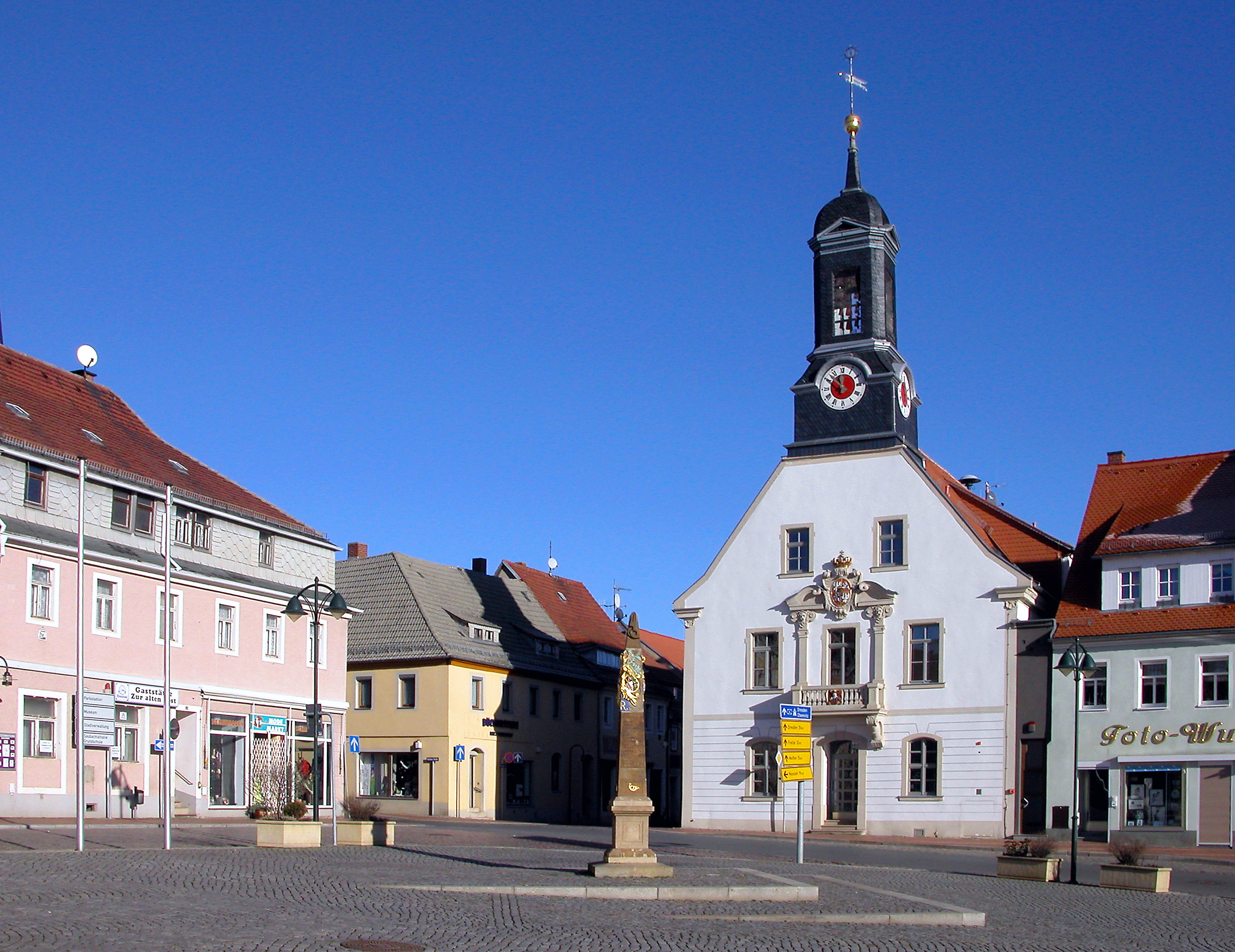
Ratuszem i słupem dystansowym
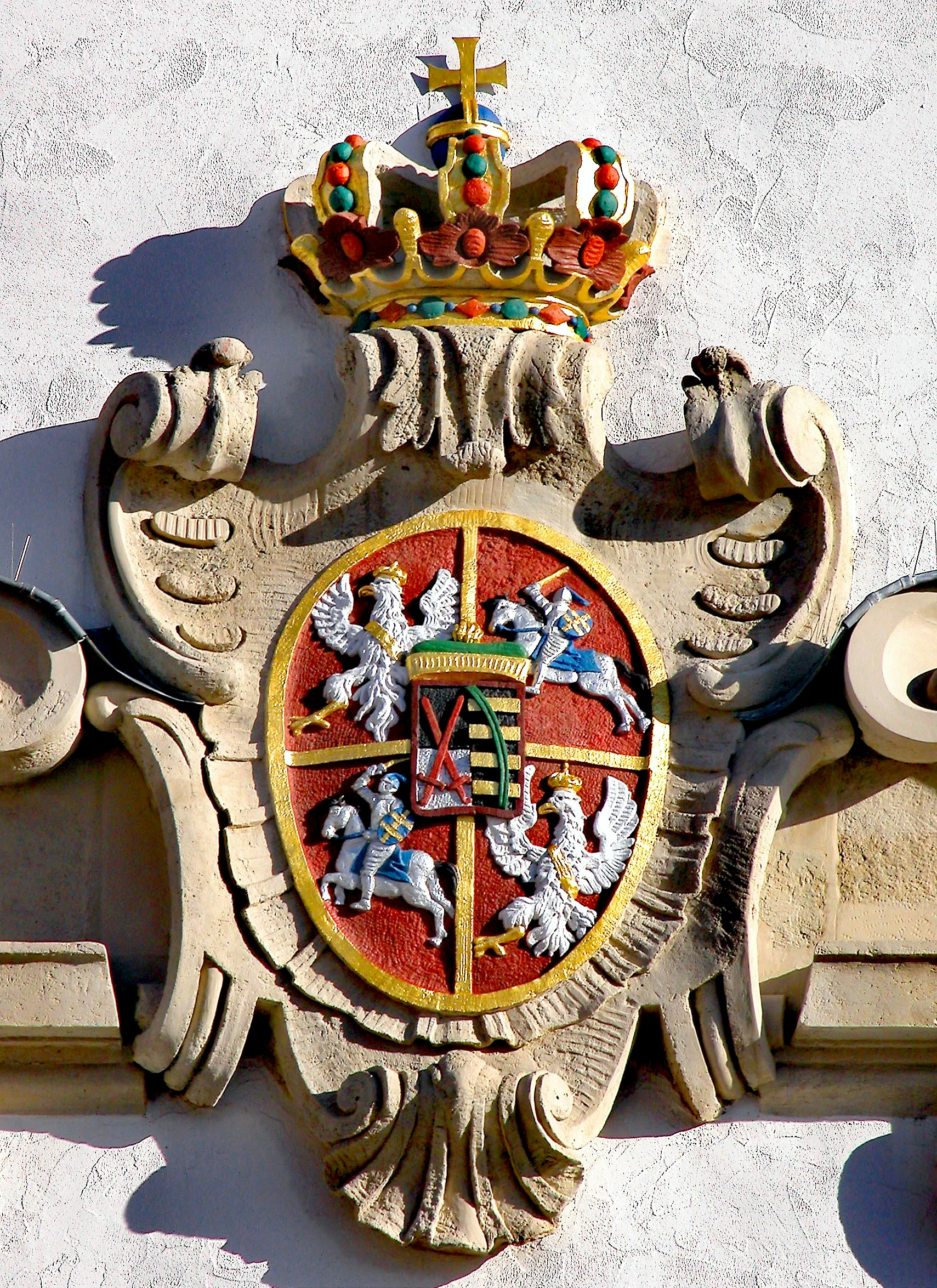
Herb Augusta III na ratuszu
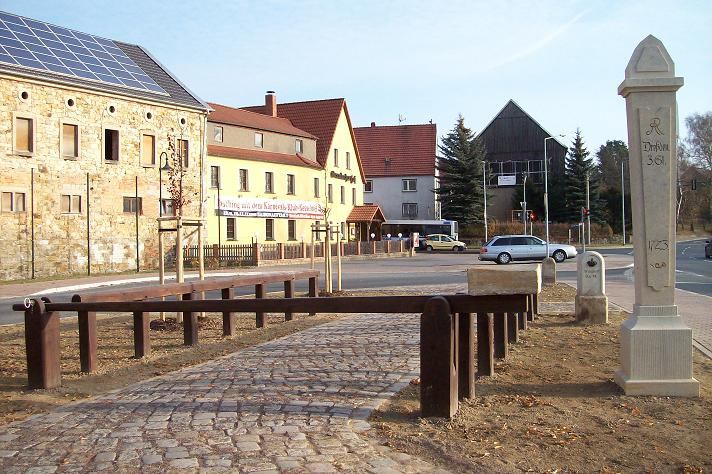
Słup półmilowy

## Współpraca
- Graben-Neudorf, Badenia-Wirtembergia
- Stamsried, Bawaria (kontakty utrzymuje dzielnica Kesselsdorf)